# Oftalmoplejia
La oftalmoplejia es el trastorno del sistema oculomotor que produce la incapacidad para mover voluntariamente el globo ocular. Es la parálisis de uno o más músculos oculares.

## Etiología
Entre las causas que pueden provocar este trastorno se encuentran enfermedad mitocondrial, diabetes Mellitus, lesiones de los núcleos motores oculares del tronco del encéfalo, de los nervios motores oculares (III, IV, o VI) o de los núcleos supraoculares. También puede causarla el síndrome miasténico congénito o la miastenia Gravis
Otras causas son:
- Masa obitaria.
- Miocardiopatía restrictiva.
- Lesiones de los nervios motores oculares.
- Limitación muscular o facial en fracturas.
- Compresión del nervio óptico por un meningioma.
- Síndrome de Miller Fisher (variante del Síndrome de Guillain-Barré).
- Síndrome de Tolosa-Hunt

## Signo clínico
Es uno de los signos clínicos que aparecen en la apoplejía hipofisiaria y en la celulitis orbitaria. También forma parte del síndrome de Wernicke-Korsakoff, secundario a la deficiencia de vitamina B1 (tiamina), del síndrome de Tolosa-Hunt y de la enfermedad de los ganglios basales sensible a la biotina.